# Де Розарио, Дуэйн
Дуэ́йн Э́нтони Де Роза́рио (англ. Dwayne Anthony De Rosario; род. 15 мая 1978, Скарборо, Онтарио, Канада) — канадский футболист, выступавший на позиции атакующего полузащитника. С 1998 по 2015 год играл за сборную Канады, является лучшим бомбардиром в её истории. Четырёхкратный обладатель титула игрока года в Канаде. 10 мая 2015 года объявил о завершении футбольной карьеры. Кавалер ордена Онтарио

## Ранние годы
Де Розарио — сын гайанских иммигрантов, переехавших в Канаду в 1970-х. В возрасте трёх лет Де Розарио начал играть за детский состав клуба из родного города «Скарборо Близзард». В 1985 году родители отдали Дуэйна и его двоих братьев в летний лагерь Святой Марии Горетти. По словам самого футболиста, пребывание в лагере оказало на него значительное влияние: он научился работать в группе, что помогло ему как в профессиональной карьере, так и в личной жизни, а многие методики лагерного воспитания Де Розарио использует в работе с воспитанниками футбольных академий.
В 1994 году Де Розарио сел на строгую веганскую диету, следуя примеру старшего брата, который стал веганом пятью годами ранее, однако Дуэйн начал есть рыбу через 10 лет.
Де Розарио получил образование в Университетском институте Уинстона Черчилля в Скарборо.

## Клубная карьера

### Молодёжная карьера
Де Розарио начал свою спортивную карьеру в 1997 году в возрасте 18 лет, подписав контракт с «Торонто Линкс» из Эй-лиги, где играл его будущий товарищ по сборной Канады, Пол Сталтери. В середине сезона, однако, Де Розарио решил сменить клуб, подписав контракт с немецкой командой «Цвиккау». В Германии он выступал во Второй Бундеслиге сезона 1997/98, по итогам которого команда заняла предпоследнее место в турнирной таблице и была понижена в классе. После одного сезона с «Цвиккау» Де Розарио решил вернуться в Северную Америку, подписав контракт с «Ричмонд Кикерс» в 1999 году. После сезона 1999 года, в котором он забил два гола и сделал пять передач, Де Розарио значительно прибавил в 2000 году, забив 15 голов и отдав пять результативных передач, в то время как его команда одержала 20 побед в сезоне, проиграв лишь однажды.

### «Сан-Хосе Эртквейкс»

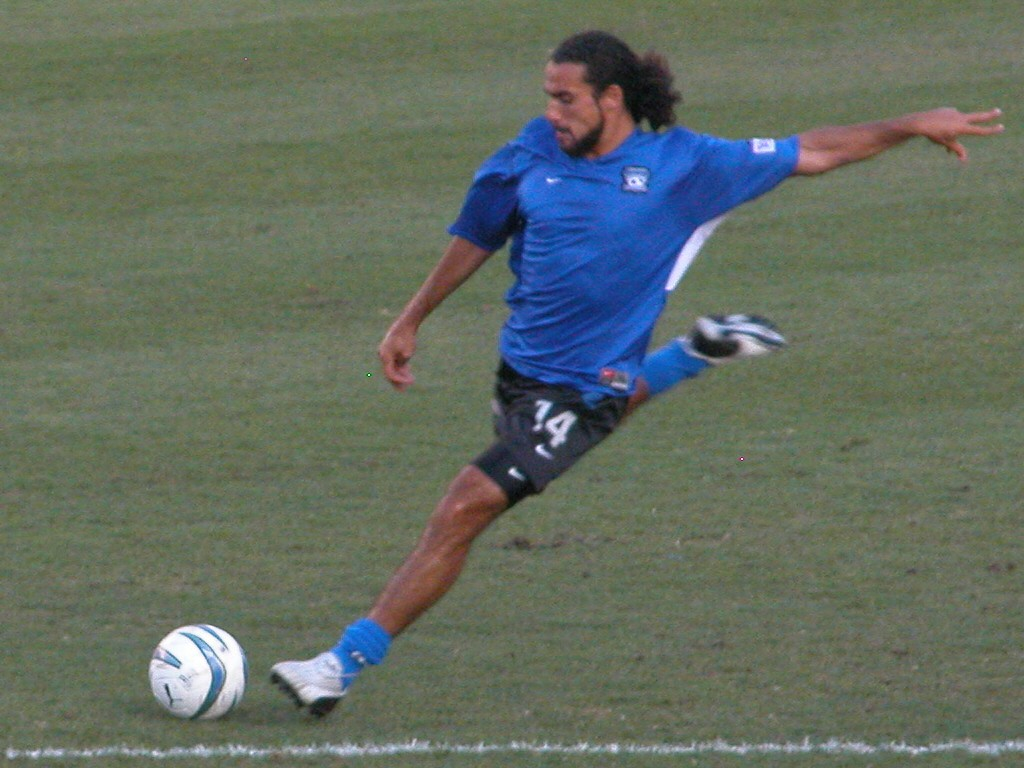
Де Розарио на предматчевой разминке 7 апреля 2004 года

В следующем сезоне, когда канадец Фрэнк Йеллоп был назначен главным тренером «Сан-Хосе Эртквейкс», Де Розарио был одним из его первых приобретений. Де Розарио оправдал надежды Йеллопа, забив пять голов и сделав четыре передачи, проведя только 1072 минуты за «Эртквейкс» в 2001 году, это сыграло важную роль, так как команда выиграла Кубок MLS, он забил золотой гол в финале и был назван лучшим игроком Кубка MLS. Де Розарио выступал с таким же успехом в 2002 году, записав в актив четыре гола и восемь передач за 1637 минут, хотя «Эртквейкс» не смогли повторить прошлогодний успех. В 2003 году Де Розарио не выходил на поле на протяжении большей части сезона, но ему всё же удалось достойно закончить сезон, он забил четыре гола и отдал три результативные передачи за всего 684 минуты и помог привести команду ко второму Кубку MLS. Де Розарио сыграл 1211 минут в 2004 году, забив пять голов (в том числе лучший гол года MLS в матче с «Ди Си Юнайтед» 7 августа) и сделав три голевые передачи.
В декабре 2004 года Дуэйн получил предложение перейти в «Ноттингем Форест», но он не подписал контракт с командой.
В 2005 году после ухода Лэндона Донована Де Розарио переместился в центр поля, став лучшим ассистентом MLS с 13 передачами, также он забил девять голов, в том числе в 2005 году один из его голов снова был признан лучшим в сезоне MLS — он единственный игрок, когда-либо совершавший это в течение двух лет подряд — мощный штрафной удар в последнем матче регулярного сезона против «Лос-Анджелес Гэлакси» 15 октября. Он вошёл в символическую сборную MLS.

### «Хьюстон Динамо»

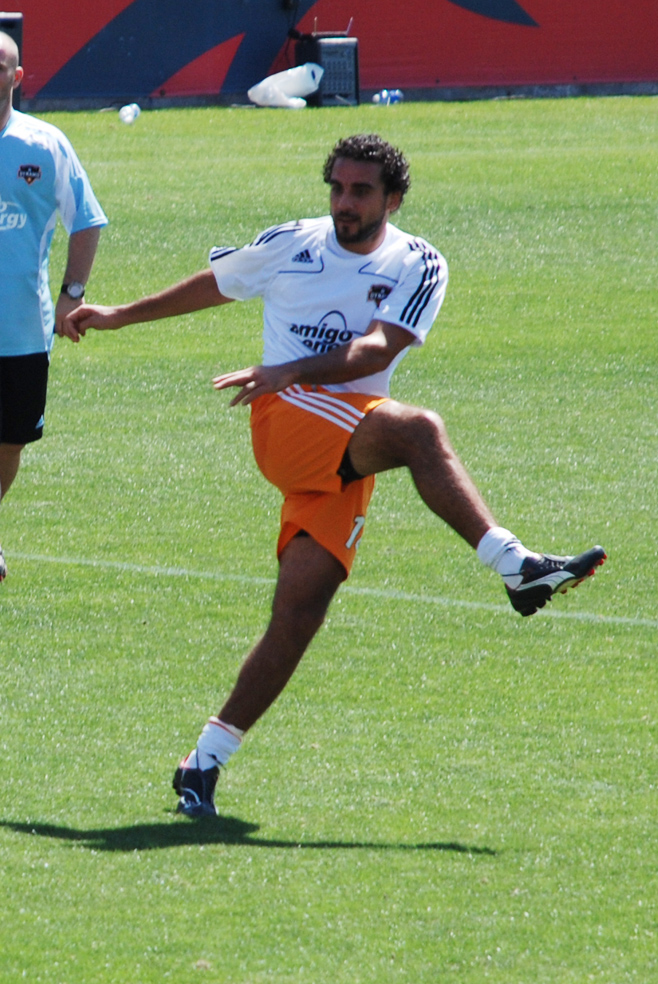
В составе «Хьюстон Динамо»

В связи с неудачей «Сан-Хосе» в достижении соглашения относительно стадиона с AEG Де Розарио вместе с несколькими товарищами по команде переехал в Хьюстон перед сезоном 2006 года. В 2006 году в матче за команду всех звёзд MLS в Чикаго Де Розарио забил единственный гол на 70-й минуте, принеся победу с минимальным счётом над «Челси», такие дружеские матчи стали регулярными для лондонского клуба перед началом сезона. Де Розарио был одним из четырёх футболистов команды MLS, которые отыграли весь матч.
Де Розарио вместе с «Хьюстон Динамо» выиграл в 2006 году Кубок MLS, победив в финале «Нью-Инглэнд Революшн» 12 ноября 2006 года. «Динамо» выиграло в серии пенальти, Де Розарио успешно реализовал свой удар. Де Розарио подписал контракт с «Динамо» до 2010 года, где он, как сообщается, получал 325 тыс. долларов в год. Позже он перешёл в «Торонто» до завершения его контракта.
В следующем году Де Розарио и «Динамо» повторили успех, выиграв в 2007 году Кубок MLS, снова превзойдя в финале «Нью-Инглэнд», но уже в основное время (2:1). Де Розарио был признан лучшим игроком Кубка MLS, он стал первым футболистом, кому удалось выиграть эту награду два раза.
В 2007 году Де Розарио снова сыграл дружеский матч в составе звёзд MLS, соперником был шотландский «Селтик». На 36-й минуте он отдал голевую передачу на Хуана Пабло Анхеля, перед концовкой первого тайма «Селтик» пропустил второй гол от Хуана Тохи. Де Розарио был заменён на 65-й минуте на Кристиана Гомеса, во втором тайме счёт не менялся.
Де Розарио сыграл свой третий матч за команду всех звёзд MLS в 2008 году в его родной стране, игра состоялась в Торонто. Он вышел на замену на 59-й минуте, а через десять минут забил решающий гол, реализовав пенальти, чем принёс победу своей команде со счётом 3:2 над «Вест Хэм Юнайтед».

### «Торонто»

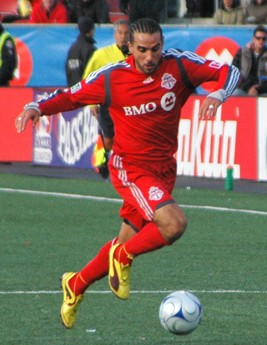
В составе «Торонто» (2010 год)

Де Розарио был продан в «Торонто» 12 декабря 2008 года в обмен на Джулиуса Джеймса с доплатой, в процессе трансфера имели место спекуляции на том, что Де Розарио будет играть на родине. Он дебютировал за «Торонто» в субботу 21 марта в матче против «Спортинг Канзас-Сити», благодаря первому голу Джима Бреннана в составе «Торонто» была одержана победа со счётом 3:2. Де Розарио забил свой первый гол за «Торонто» ударом головой в ворота «Далласа» на стадионе BMO, матч закончился ничьей 1:1.
Де Розарио из-за травмы икроножной мышцы, полученной 31 января 2010 года в матче против Ямайки, как и ожидалось, пропустил первые несколько недель занятий в тренировочном лагере в Торонто, и вернулся в игру, начав с победы с минимальным счётом в предсезонном матче «Торонто» против команды Южно-Флоридского университета.
8 апреля 2010 года Де Розарио получил капитанскую повязку «Торонто», став вторым капитаном в истории клуба после завершения карьеры Джима Бреннана. Два дня спустя Де Розарио забил свой первый гол в сезоне 2010 года, гол престижа в матче с «Нью-Инглэнд Революшн», игра закончилась со счётом 4:1.
15 апреля 2010 года Де Розарио сделал дубль в домашнем матче, принеся победу со счётом 2:1 над «Филадельфия Юнион», включая пенальти на 81-й минуте. В своей следующей игре против «Колорадо Рэпидз» Де Розарио забил свой четвёртый гол в сезоне, и что более важно, стал лучшим бомбардиром регулярного сезона в истории «Торонто». Де Розарио снова поразил ворота соперника 25 апреля в домашнем матче против «Сиэтл Саундерс», забив первый гол, который стал для него пятым в сезоне, игра закончилась со счётом 2:0 в пользу хозяев. До того, как О’Брайан Уайт забил свой второй гол за «Торонто», Де Розарио был автором всех голов команды в сезоне. Благодаря такой результативности он был награждён титулом игрока недели MLS за пятый тур. Де Розарио был вновь удостоен звания игрока недели в десятом туре сезона MLS за дубль в матче против своей бывшей команды «Сан-Хосе». Он забил второй и третий гол, принеся победу «Торонто» со счётом 3:1.
Де Розарио провёл успешный сезон 2010 года в «Торонто», кульминацией которого стала игра за команду всех звёзд MLS, он забил гол перед финальным свистком, а его команда проиграла со счётом 5:2 «Манчестер Юнайтед».
3 августа 2010 года Де Розарио сравнял счёт в ответном матче предварительного раунда Лиги чемпионов КОНКАКАФ с «Мотагуа», через пять минут клуб из Гондураса снова вышел вперёд, однако «Торонто» усилиями Чада Барретта сравнял счёт во второй раз. «Торонто» в конечном итоге выиграл со счётом 3:2 по сумме двух матчей.
28 декабря с Де Розарио вёл переговоры клуб из шотландской премьер-лиги, «Селтик», по инициативе тренера Нила Леннона. Дуэйн и «Селтик» ходатайствовали о возможности краткосрочной арендной сделки до начала сезона MLS в марте, однако новый тренер «Торонто», Арон Винтер, отказался от дальнейших переговоров.
Дуэйн забил первый гол «Торонто» в сезоне 2011 года 19 марта, матч закончился поражением со счётом 4:2 в Ванкувере, это был первый полностью канадский матч лиги. Его гол, забитый на 20-й минуте, также стал восьмитысячным голом в истории MLS.

### Возвращение в США
1 апреля 2011 года Де Розарио приобрёл «Нью-Йорк Ред Буллз» в обмен на полузащитника Тони Чани и защитника Данли Бормана. Дуэйн забил свой первый гол в Нью-Йорке с пенальти в ворота «Чивас США», в том матче он сделал дубль, но его старания не помогли команде одержать победу, 3:2 в пользу клуба из Лос-Анджелеса.

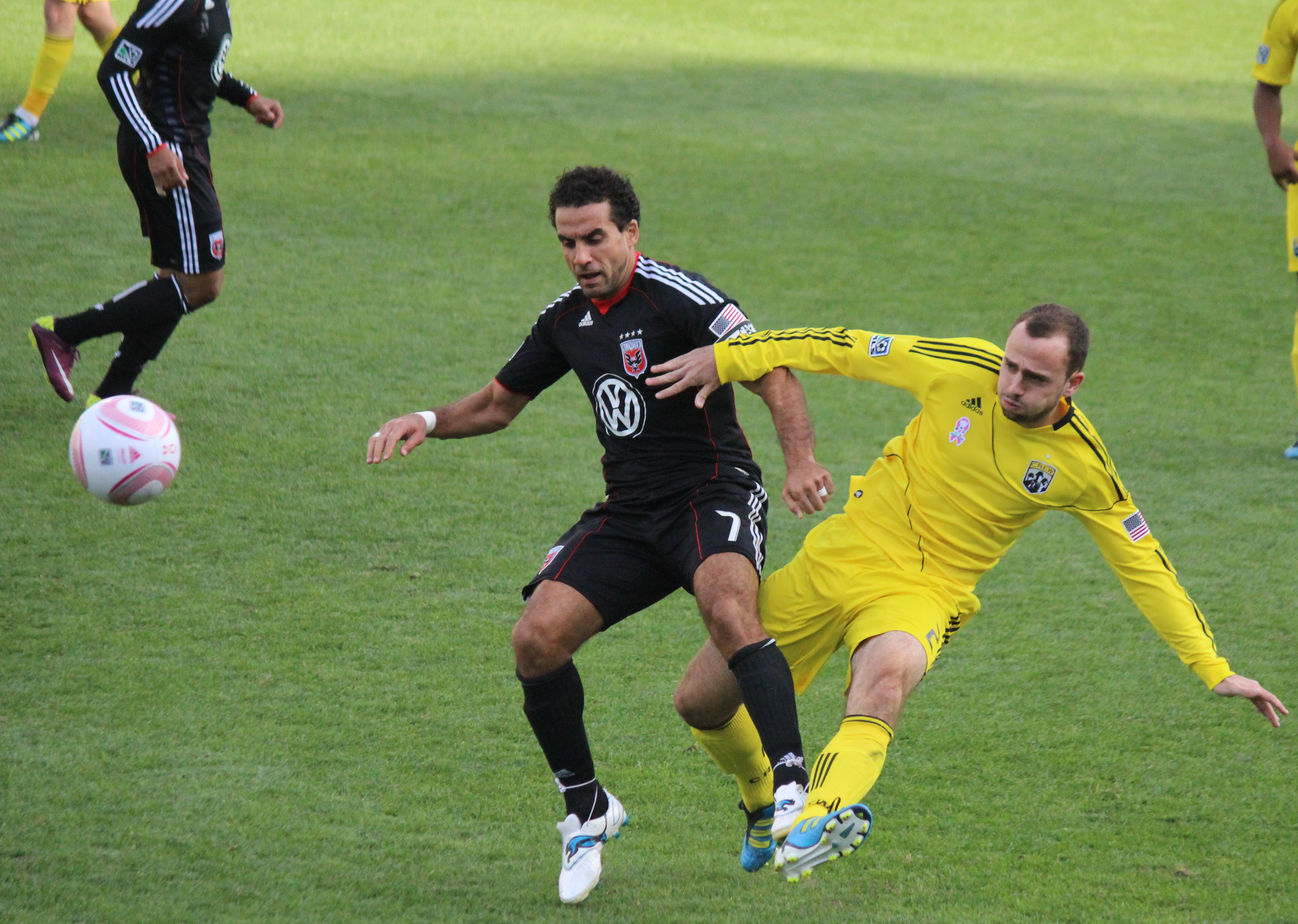
Де Розарио в борьбе с Ричем Балчаном в матче сезона 2011 года

«Ди Си Юнайтед» приобрел Де Розарио 27 июня 2011 года в обмен на полузащитника Дэкса Маккарти. Он забил свой первый гол за клуб в матче против своей бывшей команды, «Нью-Йорк Ред Буллз», на «Ред Булл Арене». 30 июля 2011 года дубль Де Розарио принёс «Юнайтед» победу над ещё одним его бывшим клубом, «Сан-Хосе», кроме него, в том матче никто не забивал. 6 августа 2011 года «Юнайтед» сыграл вничью 3:3 с «Торонто», Де Розарио сделал хет-трик. Все три гола были забиты после того, как «Юнайтед» остался вдесятером из-за раннего удаления вратаря Билла Хамида. Его второй хет-трик был зафиксирован 25 сентября 2011 года, он забил все три гола в промежутке 9 минут, установив новый рекорд MLS. Де Розарио завершил сезон, забив в общей сложности 16 голов и сделав 12 передач за 32 игры. Из них 13 голов и 7 передач были сделаны за 17 игр с «Юнайтед». Его впечатляющая производительность в «Юнайтед» сделала его кандидатом на звание лучшего игрока MLS. После матча регулярного сезона «Юнайтед» против «Портленд Тимберс» главный тренер последних, бывший нападающий «Челси», Джон Спенсер сказал:
Если [Де Розарио] не получит титул лучшего игрока лиги, значит что-то здесь не так. Просто и понятно. За последние три месяца сезона с того времени, как он приехал сюда, он безусловно стал лучшим игроком в лиге. Он должен выиграть MVP.
После окончания сезона и включения Де Розарио в список претендентов на MVP бывший игрок сборной Франции Тьерри Анри положительно охарактеризовал способности Дуэйна:
В этой лиге я не видел никого лучше, чем Дуэйн Де Розарио… Для меня, он является лицом этой лиги.
18 ноября 2011 года было объявлено, что Де Розарио официально был назван лучшим игроком MLS сезона 2011 года, это означало, что он сделал своеобразный дубль, получив MVP и Золотую бутсу лиги. Таким образом, Де Розарио стал первым MVP лиги, команда которого не выиграла плей-офф.
20 февраля 2012 года «Ди Си Юнайтед», как сообщается, продлил контракт с Де Розарио до 2014 года.
29 августа 2012 года Де Розарио забил свой сотый гол в MLS за «Ди Си Юнайтед» в домашней игре против «Нью-Йорк Ред Буллз».
В 2013 году, несмотря на то, что «Ди Си Юнайтед» занял последнее место в MLS, Де Розарио помог клубу завоевать третий Открытый кубок США, обеспечив участие команды в Лиге чемпионов КОНКАКАФ 2014/15. Де Розарио наряду с Фредериком Пикьоном стал лучшим бомбардиром турнира с пятью голами (три из которых он забил в ворота «Филадельфия Юнион»). Де Розарио так описал победу в кубке:
Я так счастлив, что мы остались вместе и достигли чего-то - чего-то невероятного.
31 октября 2013 года «Ди Си Юнайтед» объявил, что контракт с Де Розарио не будет продлён на следующий сезон.

### Возвращение в Канаду
После увольнения из «Ди Си Юнайтед» Де Розарио вернулся в «Торонто» 18 декабря 2013 года, будучи выбранным на драфте MLS 2013 года. 9 января 2014 года футболист подписал контракт с клубом. 3 декабря 2014 года стало известно, что «Торонто» не собирается продлевать контракт с Де Розарио. 10 мая 2015 года игрок официально объявил об окончании карьеры, Де Розарио должен стать послом компании «Maple Leaf Sports & Entertainment».
В октябре 2018 года Де Розарио возобновил карьеру в шоуболе, подписав контракт с новым клубом Major Arena Soccer League, «Миссиссога Метростарс». Он забил свой первый гол за клуб в первом же матче, «Метростарс» проиграл «Балтимор Бласт» со счётом 11:3.

## Роль в команде
На протяжении всей своей карьеры в MLS Де Розарио заработал репутацию одного из самых сильных исполнителей в лиге. Его карьера включает два победных гола в финале Кубка MLS, за которые он получал титул лучшего игрока Кубка MLS, и два победных гола в матчах всех звёзд MLS против иностранных соперников, таких как «Вест Хэм Юнайтед». 18 июня 2009 года он сделал хет-трик, принеся «Торонто» победу над «Монреаль Импакт» со счётом 3:1. «Торонто» нужно было выигрывать матч с преимуществом в четыре гола, чтобы выиграть чемпионат Канады и выйти в Лигу чемпионов КОНКАКАФ, в итоге они победили «Монреаль» со счётом 6:1. 18 сентября 2010 года после неубедительного первого тайма в Хьюстоне «Торонто» проигрывало со счётом 1:0, Дуэйну удалось забить два безответных мяча во втором тайме (оба со штрафных), в том числе один в добавленное время, это сохранило надежды болельщиков на плей-офф 2010 года. В 2011 году Де Розарио побил рекорд по попаданию в символическую сборную MLS, сделав это шестой раз.

## Карьера в сборной
Де Розарио считается одним из лучших игроков сборной Канады, играет на позиции полузащитника, забил двадцать голов в 71 матче (по состоянию на 1 ноября 2012 года). Он сыграл свой первый матч 18 мая 1998 года против Македонии в возрасте 20 лет. Он также играл за молодёжную сборную Канады на молодёжном кубке КОНКАКАФ 1996 года. Де Розарио сделал дубль в матче с Никарагуа, суммарный счёт был 3:0 в пользу Канады. Его сборная заняла первое место в группе. Также Де Розарио отметился забитыми мячами в обоих матчах чемпионской группы: сравнял счёт в матче с Мексикой через две минуты после гола соперников (итого 2:2) и открыл счёт в игре с США, в которой Канада победила со счётом 2:0, одержав таким образом победу на турнире и квалифицировавшись на молодёжный чемпионат мира.
На молодёжном чемпионате мира 1997 Канада заняла третье место в группе, имея на счету одну победу, поражение и ничью. Де Розарио сравнял счёт в матче заключительного раунда против Венгрии, а во втором тайме Канада вышла вперёд и одержала победу. В 1/8 финала Канада встретилась с Испанией, которой уступила со счётом 2:0, пропустив оба мяча в последние 15 минут игры.
В 1999 году Де Розарио принял участие в Панамериканских играх в Виннипеге (Канада U-22). Он забил первый гол на турнире в ворота Коста-Рики, однако соперники сравняли счёт (1:1). В следующем матче он сделал дубль в ворота Тринидада и Тобаго (по голу в каждом из таймов), его голы оказались единственными в игре. Канада вышла из группы со второго места, уступив лишь Мексике. В полуфинале команда Ди Розарио уступила Гондурасу со счётом 2:0, а в матче за третье место — США (2:1).
Де Розарио участвовал в первой в истории выигрышной кампании Канады в Золотом кубке КОНКАКАФ 2000 года. Свой первый гол на турнире он забил в 2002 году в матче за третье место с командой-гостьей турнира, Южной Кореей, игра закончилась победой Канады со счётом 2:1. До этого в 1/4 и 1/2 финала Канада участвовала в серии пенальти с Мартиникой и США соответственно, в обоих случаях Де Розарио бил третьим и реализовал свои удары.
В 2007 году Де Розарио выиграл награду канадского игрока года третий раз подряд. В 2007 году он забил 5 голов в 8 играх, больше всего в году в истории сборной Канады после результата Джона Катлиффа 1993 года.
Де Розарио был взят на свой следующий Золотой кубок КОНКАКАФ через четыре года, его выбрал тренер Стивен Харт в конце мая 2011 года для состава из 23 человек. После разочаровывающего поражения со счётом 2:0 от Соединённых Штатов в первом матче Канада не смогла выйти из группы с результатом в одну победу, поражение и ничью, два гола Де Розарио с пенальти в ворота Гваделупы и Панамы соответственно стали единственным достижением команды на турнире. Де Розарио продолжил забивать за сборную, отметившись двумя мячами с пенальти в открытии этапа квалификации к чемпионату мира 2014, один — в матче против Сент-Люсии в начале сентября, другой — в игре с Сент-Китс и Невис в середине ноября. Его гол в ворота Сент-Китс, стал 19-м на международном уровне, по этому показателю он сравнялся с лучшим бомбардиром в истории сборной, Дейлом Митчеллом. 14 декабря Де Розарио стал лучшим канадским игроком 2011 года, получив 47,7 % голосов избирателей, Саймон Джексон стал вторым, а Джош Симпсон занял третье место. Таким образом, Де Розарио в четвёртый раз был удостоен этой награды. 7 сентября 2012 года Де Розарио забил свой 20-й гол за сборную Канады в отборочном матче на чемпионат мира против Панамы, что сделало его единолично лучшим бомбардиром в истории сборной Канады.
Последний матч Де Розарио за сборную стал также последним в его карьере. 19 января 2015 года он вышел на поле в игре с Исландией и даже забил гол, матч завершился вничью 1:1.
| Голы в матчах за сборную                                                                               | Голы в матчах за сборную | Голы в матчах за сборную  | Голы в матчах за сборную | Голы в матчах за сборную | Голы в матчах за сборную | Голы в матчах за сборную    |
| № | Дата                     | Город                     | Соперник                 | Счёт1                    | Результат                | Турнир                      |
| --- | ------------------------ | ------------------------- | ------------------------ | ------------------------ | ------------------------ | --------------------------- |
| 1 | 2 февраля 2002 года      | Пасадина, США             | Южная Корея              | 2:1                      | Победа                   | Золотой кубок КОНКАКАФ 2002 |
| 2 | 15 октября 2002 года     | Эдинбург, Шотландия       | Шотландия                | 1:3                      | Поражение                | Товарищеский матч           |
| 3 | 11 октября 2003 года     | Тампере, Финляндия        | Финляндия                | 2:3                      | Поражение                | Товарищеский матч           |
| 4, 5                                                                                                   | 16 июня 2004 года        | Кингстон, Канада          | Белиз                    | 4:0                      | Победа                   | Отборочный турнир ЧМ-2006   |
| 6 | 13 октября 2004 года     | Бернаби, Канада           | Коста-Рика               | 1:3                      | Поражение                | Отборочный турнир ЧМ-2006   |
| 7 | 17 ноября 2004 года      | Гватемала, Гватемала      | Гватемала                | 1:0                      | Победа                   | Отборочный турнир ЧМ-2006   |
| 8 | 1 июня 2007 года         | Сан-Кристобаль, Венесуэла | Венесуэла                | 2:2                      | Ничья                    | Товарищеский матч           |
| 9, 10                                                                                                  | 11 июня 2007 года        | Майами, США               | Гаити                    | 2:0                      | Победа                   | Золотой кубок КОНКАКАФ 2007 |
| 11 | 16 июня 2007 года        | Фоксборо, США             | Гватемала                | 3:0                      | Победа                   | Золотой кубок КОНКАКАФ 2007 |
| 12 | 12 сентября 2007 года    | Торонто, Канада           | Коста-Рика               | 1:1                      | Ничья                    | Товарищеский матч           |
| 13 | 30 января 2008 года      | Фор-де-Франс, Мартиника   | Мартиника                | 1:0                      | Победа                   | Товарищеский матч           |
| 14, 15                                                                                                 | 20 июня 2008 года        | Монреаль, Канада          | Сент-Винсент и Гренадины | 4:1                      | Победа                   | Отборочный турнир ЧМ-2010   |
| 16 | 11 июня 2011 года        | Тампа, США                | Гваделупа                | 1:0                      | Победа                   | Золотой кубок КОНКАКАФ 2011 |
| 17 | 14 июня 2011 года        | Канзас-Сити, США          | Панама                   | 1:1                      | Ничья                    | Золотой кубок КОНКАКАФ 2011 |
| 18 | 2 сентября 2011 года     | Торонто, Канада           | Сент-Люсия               | 4:1                      | Победа                   | Отборочный турнир к ЧМ-2014 |
| 19 | 15 ноября 2011 года      | Торонто, Канада           | Сент-Китс и Невис        | 4:0                      | Победа                   | Отборочный турнир к ЧМ-2014 |
| 20 | 7 сентября 2012 года     | Торонто, Канада           | Панама                   | 1:0                      | Победа                   | Отборочный турнир к ЧМ-2014 |
| 21 | 16 января 2015 года      | Орландо, США              | Исландия                 | 1:2                      | Поражение                | Товарищеский матч           |
| 22 | 19 января 2015 года      | Орландо, США              | Исландия                 | 1:1                      | Ничья                    | Товарищеский матч           |
| Примечания: 1 — Счёт матча, вначале указывается количество мячей, забитых футболистами сборной Канады. |                          |                           |                          |                          |                          |                             |

## Личная жизнь
Де Розарио женат на Бренди Де Розарио и имеет двух сыновей и дочь. Бренди Де Розарио работает преподавателем и хореографом по танцам Западной Африки в течение более 25 лет. Она имеет степень бакалавра наук в области кинезиотерапии от Виргинского Университета и является сертифицированным инструктором по йоге. В настоящее время он вместе со своей семьёй проживает в Ашберне (Виргиния). Его сын Осазе также стал футболистом. В мае 2021 года издательство ECW Press напечатало автобиографию футболиста «ДеРо: Моя жизнь», написанную вместе с Бренданом Данлопом.
Его двоюродная сестра — олимпийская бегунья с барьерами Присцилла Лопес-Шлип. Лопес-Шлип завоевала бронзовую медаль на летних Олимпийских играх 2008 года в беге с препятствиями на 100 м. Это была первая медаль для Канады в лёгкой атлетике на летних Олимпийских играх с 1996 года и первая медаль в лёгкой атлетике с 1992 года среди женщин.

## Статистика выступлений
| Выступления за клуб | Выступления за клуб | Выступления за клуб | Лига  | Лига | Кубок              | Кубок              | Кубок лиги          | Кубок лиги          | Континентальное первенство | Континентальное первенство | Другое                       | Другое                       | Всего | Всего |
| Клуб                | Лига                | Сезон               | Матчи | Голы | Матчи              | Голы               | Матчи               | Голы                | Матчи                      | Голы                       | Матчи                        | Голы                         | Матчи | Голы  |
| Канада              | Канада              | Канада              | Лига  | Лига | —                  | —                  | Плей-офф Эй-лиги    | Плей-офф Эй-лиги    | Северная Америка           | Северная Америка           | Другое                       | Другое                       | Всего | Всего |
| ------------------- | ------------------- | ------------------- | ----- | ---- | ------------------ | ------------------ | ------------------- | ------------------- | -------------------------- | -------------------------- | ---------------------------- | ---------------------------- | ----- | ----- |
| Торонто Линкс       | Эй-лига             | 1997                | 7     | 3    | —                  | —                  | —                   | —                   | —                          | —                          | —                            | —                            | 7     | 3     |
| Германия            | Германия            | Германия            | Лига  | Лига | Кубок Германии     | Кубок Германии     | Кубок немецкой лиги | Кубок немецкой лиги | Европа                     | Европа                     | Другое                       | Другое                       | Всего | Всего |
| Цвиккау             | Вторая Бундеслига   | 1997/98             | 12    | 1    | 1                  | 0                  | —                   | —                   | —                          | —                          | —                            | —                            | 13    | 1     |
| США                 | США                 | США                 | Лига  | Лига | Открытый кубок США | Открытый кубок США | Плей-офф лиги       | Плей-офф лиги       | Северная Америка           | Северная Америка           | Североамериканская суперлига | Североамериканская суперлига | Всего | Всего |
| Ричмонд Кикерс      | A-лига              | 1999                | 12    | 2    | —                  | —                  | 1                   | 0                   | —                          | —                          | —                            | —                            | 13    | 2     |
| Ричмонд Кикерс      | A-лига              | 2000                | 23    | 15   | 2                  | 0                  | 3                   | 0                   | —                          | —                          | —                            | —                            | 28    | 15    |
| Сан-Хосе Эртквейкс  | MLS                 | 2001                | 21    | 5    | 3                  | 1                  | 4                   | 2                   | —                          | —                          | —                            | —                            | 28    | 8     |
| Сан-Хосе Эртквейкс  | MLS                 | 2002                | 27    | 4    | 2                  | 1                  | 2                   | 0                   | 4                          | 0                          | —                            | —                            | 35    | 5     |
| Сан-Хосе Эртквейкс  | MLS                 | 2003                | 11    | 4    | —                  | —                  | 3                   | 0                   | —                          | —                          | —                            | —                            | 14    | 4     |
| Сан-Хосе Эртквейкс  | MLS                 | 2004                | 21    | 5    | —                  | —                  | 3                   | 0                   | 2                          | 0                          | —                            | —                            | 26    | 5     |
| Сан-Хосе Эртквейкс  | MLS                 | 2005                | 28    | 9    | 2                  | 0                  | 2                   | 0                   | —                          | —                          | —                            | —                            | 32    | 9     |
| Хьюстон Динамо      | MLS                 | 2006                | 30    | 11   | 3                  | 1                  | 4                   | 0                   | —                          | —                          | —                            | —                            | 37    | 12    |
| Хьюстон Динамо      | MLS                 | 2007                | 24    | 6    | —                  | —                  | 4                   | 2                   | 4                          | 0                          | 3                            | 1                            | 35    | 9     |
| Хьюстон Динамо      | MLS                 | 2008                | 24    | 7    | —                  | —                  | 2                   | 0                   | 7                          | 3                          | 5                            | 2                            | 38    | 12    |
| Канада              | Канада              | Канада              | Лига  | Лига | Чемпионат Канады   | Чемпионат Канады   | Плей-офф лиги       | Плей-офф лиги       | Северная Америка           | Северная Америка           | Североамериканская суперлига | Североамериканская суперлига | Всего | Всего |
| Торонто             | MLS                 | 2009                | 28    | 11   | 4                  | 3                  | —                   | —                   | 2                          | 0                          | —                            | —                            | 34    | 14    |
| Торонто             | MLS                 | 2010                | 27    | 15   | 4                  | 1                  | —                   | —                   | 8                          | 1                          | —                            | —                            | 39    | 17    |
| Торонто             | MLS                 | 2011                | 2     | 1    | 0                  | 0                  | —                   | —                   | 0                          | 0                          | —                            | —                            | 2     | 1     |
| США                 | США                 | США                 | Лига  | Лига | Открытый кубок США | Открытый кубок США | Плей-офф лиги       | Плей-офф лиги       | Северная Америка           | Северная Америка           | Другое                       | Другое                       | Всего | Всего |
| Нью-Йорк Ред Буллз  | MLS                 | 2011                | 13    | 2    | 0                  | 0                  | 0                   | 0                   | —                          | —                          | —                            | —                            | 13    | 2     |
| Ди Си Юнайтед       | MLS                 | 2011                | 18    | 13   | —                  | —                  | —                   | —                   | —                          | —                          | —                            | —                            | 18    | 13    |
| Ди Си Юнайтед       | MLS                 | 2012                | 27    | 7    | 0                  | 0                  | 1                   | 0                   | —                          | —                          | —                            | —                            | 27    | 7     |
| Ди Си Юнайтед       | MLS                 | 2013                | 23    | 3    | 5                  | 5                  | 0                   | 0                   | —                          | —                          | —                            | —                            | 29    | 8     |
| Канада              | Канада              | Канада              | Лига  | Лига | Чемпионат Канады   | Чемпионат Канады   | Плей-офф лиги       | Плей-офф лиги       | Северная Америка           | Северная Америка           | Другое                       | Другое                       | Всего | Всего |
| Торонто             | MLS                 | 2014                | 19    | 1    | 4                  | 0                  | 0                   | 0                   | 0                          | 0                          | —                            | —                            | 23    | 1     |
| Всего за карьеру    | Канада              | Канада              | 83    | 31   | 12                 | 4                  | 0                   | 0                   | 10                         | 1                          | 0                            | 0                            | 105   | 36    |
| Всего за карьеру    | Германия            | Германия            | 12    | 1    | 1                  | 0                  | 0                   | 0                   | 0                          | 0                          | —                            | —                            | 13    | 1     |
| Всего за карьеру    | США                 | США                 | 290   | 91   | 17                 | 8                  | 31                  | 4                   | 14                         | 3                          | 8                            | 3                            | 361   | 109   |
| Всего за карьеру    | Итого               | Итого               | 385   | 123  | 30                 | 12                 | 31                  | 4                   | 24                         | 4                          | 8                            | 3                            | 478   | 146   |

## Достижения
Сборная Канады
- Золотой кубок КОНКАКАФ U-20 (1): 1996
- Золотой кубок КОНКАКАФ (1): 2000

«Сан-Хосе Эртквейкс»
- Кубок MLS (2): 2001, 2003
- Supporters’ Shield (1): 2005
- Западная конференция (1): 2003

«Хьюстон Динамо»
- Кубок MLS (2): 2006, 2007
- Западная конференция (2): 2006, 2007

«Торонто»
- Первенство Канады (2): 2009, 2010

«Ди Си Юнайтед»
- Открытый кубок США (1): 2013

Личные
- Самый ценный игрок MLS: 2011
- Золотая бутса MLS: 2011
- Лучшая одиннадцатка MLS (6): 2005, 2006, 2007, 2009, 2010, 2011
- Лучший гол года MLS (2): 2004, 2005
- Лучший игрок Кубка MLS (2): 2001, 2007
- Игрок года «Торонто»: 2009
- Канадский игрок года (4): 2005, 2006, 2007, 2011
- Золотая бутса чемпионата Канады (2): 2009, 2010
- Мемориальный трофей Джорджа Гросса (2): 2009, 2010